# Team Van Werven
Team Van Werven is een Nederlandse marathonschaatsploeg onder leiding van coach Roy Boeve en trainer Martin van Hooidonk.

## Schaatsers
De volgende schaatsers maken in seizoen 2015-2016 deel uit van dit team:
- Crispijn Ariëns
- Thom van Beek
- Gary Hekman
- Rick Smit